# Senza orario senza bandiera
Senza orario senza bandiera è il primo album dei New Trolls, pubblicato nel 1968.

## Il disco

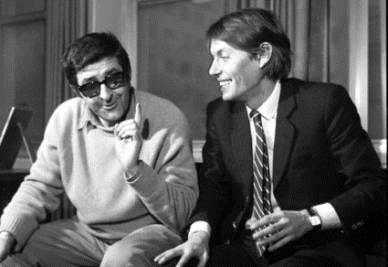
Fabrizio De André con Riccardo Mannerini

L'album fece seguito ad alcuni singoli pubblicati l'anno precedente e nei primi mesi del 1968.
Le poesie di Riccardo Mannerini e gli intermezzi musicali che uniscono le varie canzoni, rendono il lavoro un vero e proprio concept album. Gli occhi del poeta hanno visto, indagato il mondo. Un disco nato intorno ad un'idea, una su tutte la lirica di Irish. Signore io sono Irish contiene una caratteristica saliente del pensiero di Riccardo Mannerini: la ragione come unico approccio dell'uomo all'indagine del mondo, la ragione che non lascia spazio alcuno ad una fede, agognata ma repressa dalla ragione stessa, unico vero strumento.
(Rita Serando, moglie di Riccardo Mannerini)
I testi di Riccardo Mannerini passano attraverso le mani di Fabrizio De André che li assembla ingabbiandoli nella metrica; questo discorso non vale per i testi di Susy Forrester, scritto dal solo De André, di Padre O' Brien, scritta dal cantautore genovese in collaborazione con Rosario Leva, e di Al bar dell'angolo di Giorgio D'Adamo.
Le musiche sono tutte di Nico Di Palo, Vittorio De Scalzi e Gian Piero Reverberi (non accreditato, ma autore alla SIAE), che collabora con i New Trolls agli arrangiamenti, è l'autore dei brevi intermezzi strumentali che collegano le canzoni ed è anche il produttore del disco (insieme a De André), e Vorrei comprare una strada, scritta da Reverberi con De André, De Scalzi e Di Palo. Tra gli altri brani anche la sognante Vorrei comprare una strada e l'antimilitarista Ti ricordi, Joe?, dialogo tra due marines reduci di guerra.
De André ventottenne, intervistato da Enza Sampò, racconta come è nato il progetto, i cui attori sono i New Trolls, Mannerini, e lui stesso in veste di arrangiatore. La ristampa in CD del 2012, ad opera dell'etichetta BTF, contiene note di copertina scritte da Daniele Nuti.

## Tracce
LATO A
1. Ho veduto (De André - Mannerini - Di Palo - De Scalzi - Reverberi)
2. Vorrei comprare una strada (De André - Mannerini - Di Palo - De Scalzi - Reverberi)
3. Signore, io sono Irish (De André - Mannerini - Di Palo - De Scalzi - Reverberi)
4. Susy Forrester (De André - Di Palo - De Scalzi - Reverberi)
5. Al bar dell'angolo (D'Adamo - Di Palo - De Scalzi - Reverberi)

LATO B
1. Duemila (De André - Mannerini - Di Palo - De Scalzi - Reverberi)
2. Ti ricordi, Joe? (De André - Mannerini - Di Palo - De Scalzi - Reverberi)
3. Padre O'Brien (De André - Reverberi - Leva - Di Palo - De Scalzi - Reverberi)
4. Tom Flaherty (De André - Mannerini - Di Palo - De Scalzi - Reverberi)
5. Andrò ancora (De André - Mannerini - Di Palo - De Scalzi - Reverberi)

## Formazione
- Vittorio De Scalzi - chitarra, tastiere, voce in Ho veduto, Signore io sono Irish, Andrò ancora, cori
- Nico Di Palo - chitarra, voce in Vorrei comprare una strada, Susy Forrester, Al bar dell'angolo, Duemila, Ti ricordi, Joe?, Padre O'Brien, Tom Flaherty, cori
- Giorgio D'Adamo - basso
- Gianni Belleno - batteria, percussioni, cori
- Mauro Chiarugi - tastiere